# 무등현대미술관
무등현대미술관은 광주광역시 동구 운림동 소재의 미술관이다.